# Lea Freund
Lea Freund (* 22. März 1996 in Frankfurt am Main) ist eine deutsche Schauspielerin.

## Leben
Freund machte 2014 ihren Schulabschluss am Ricarda-Huch-Gymnasium in Dreieich. Sie nahm drei Jahre Gesangsunterricht bei der Scream Factory und Einzel- sowie Gruppenunterricht in Schauspiel und darstellender Kunst. Von 2015 bis 2018 besuchte sie die Schauspielschule Charlottenburg in Berlin-Charlottenburg. 2017 sammelte sie zudem Erfahrung am Bernard Hiller's Acting Classes and Success Studio in Los Angeles.
2017 spielte sie in insgesamt 31 Episoden der Seifenoper Unter uns die Rolle der Manuela (Manu) Krause. Zwei Jahre später durfte sie in der Fernsehserie Nachtschwestern Celina Fink  verkörpern. 
Im 2019 erschienenen Kinofilm Zwischen uns die Mauer spielte sie die Hauptrolle der Anna. Für ihre Performance erhielt sie den IMDb-Preis The Actors Awards in den Kategorien Best Performance of Fest, Best Actress in Drama und Best Duo.
Freund lebt in Berlin.

## Filmografie (Auswahl)
- 2017: Unter uns (Fernsehserie)
- 2017: Country Girls (Fernsehserie, Episode 1x10)
- 2019: Nachtschwestern (Fernsehserie, 7 Episoden)
- 2019: NOËP Feat. Chinchilla: Fk This Up (Kurzfilm)
- 2019: Zwischen uns die Mauer (Kinofilm)
- 2020: Der Zürich-Krimi: Borchert und der Tote im See (Fernsehreihe)
- 2020: Der Usedom-Krimi: Nachtschatten (Fernsehreihe)
- 2020: In aller Freundschaft – Die jungen Ärzte (Fernsehserie, Episode 6x26)
- 2020: SOKO Wismar (Fernsehserie, Episode 18x14)
- 2021: SOKO Stuttgart (Fernsehserie, Episode 12x15)
- 2021: Dr. Ballouz (Fernsehserie, Episode 1x06)
- 2021: Die Bergretter (Fernsehserie, Episode 13x03)
- 2022: SOKO Leipzig (Fernsehserie, 22x18 und 22x19)
- 2022: WaPo Bodensee (Fernsehserie, Episode 7x02)
- 2022: Polizeiruf 110: Daniel A.
- 2022: Morden im Norden (Fernsehserie, Episode Harte Prüfung)
- 2023: Bettys Diagnose (Fernsehserie, Episode Ganz oder gar nicht)
- 2024: SOKO Köln (Fernsehserie, Folge Die letzte Aktion)
- 2024: Dr. Nice: Gebrochene Herzen (Fernsehreihe, 1 Folge)
- 2024: Perfekt verpasst (Fernsehserie, 7 Folgen)
- 2025: Einspruch, Schatz! – Überraschungsgäste (Fernsehreihe, 1 Folge)
- 2025: Das geheime Stockwerk

## Auszeichnungen
The Actors Awards
Preise
- 2019: Best Performance of Fest (Zwischen uns die Mauer)
- 2019: Best Actress in Drama (Zwischen uns die Mauer)
- 2019: Best Duo (Zwischen uns die Mauer)